# The Battle of the Red Men
The Battle of the Red Men est un film muet américain réalisé par Thomas H. Ince et sorti en 1912.

## Fiche technique
- Réalisation : Thomas H. Ince
- Scénario : Thomas H. Ince, William Eagle Shirt, Ray Myers
- Date de sortie : États-Unis : 8 mars 1912

## Distribution
- Ann Little : Silver Moon
- J. Barney Sherry : Big Horse
- Ray Myers : Black Eagle
- William Eagle Shirt : le chef sioux
- Art Acord : un sioux
- Jack Conway
- Francis Ford